# Metapone truki
Metapone truki är en myrart som beskrevs av Smith 1953. Metapone truki ingår i släktet Metapone och familjen myror. Inga underarter finns listade i Catalogue of Life.

## Bildgalleri

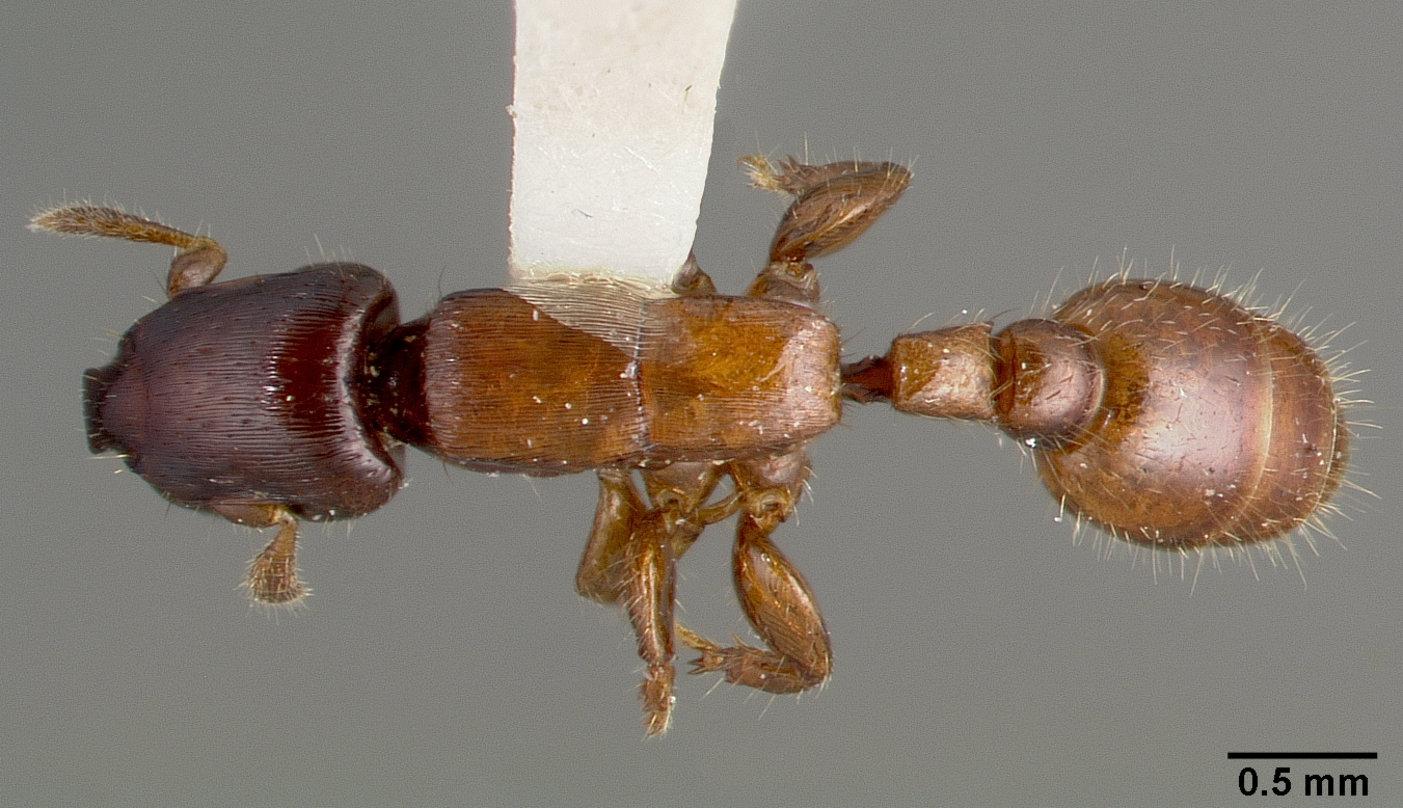
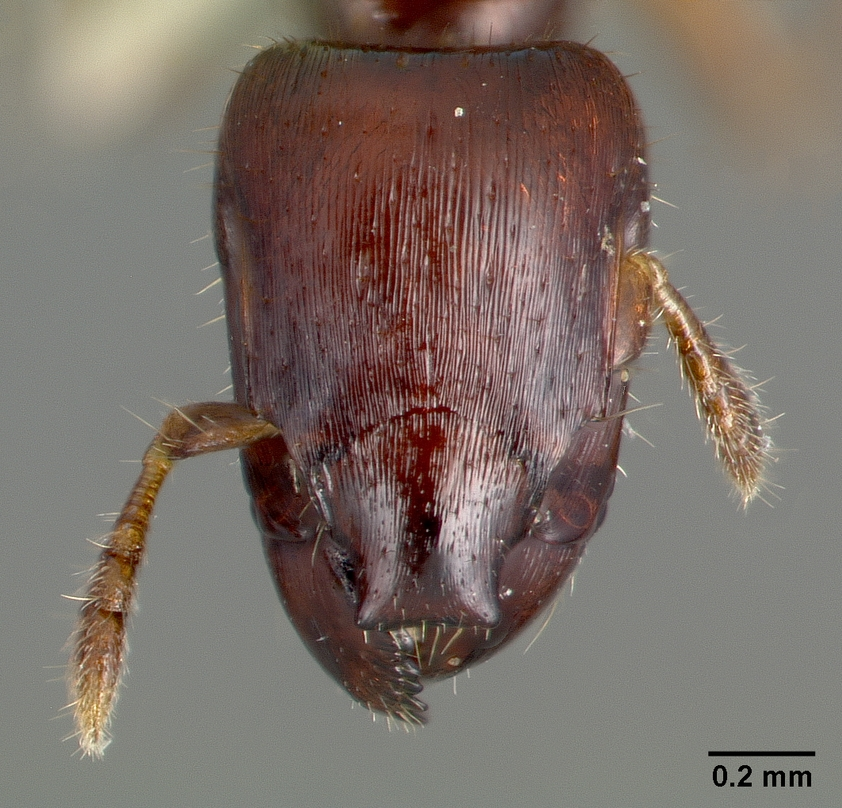
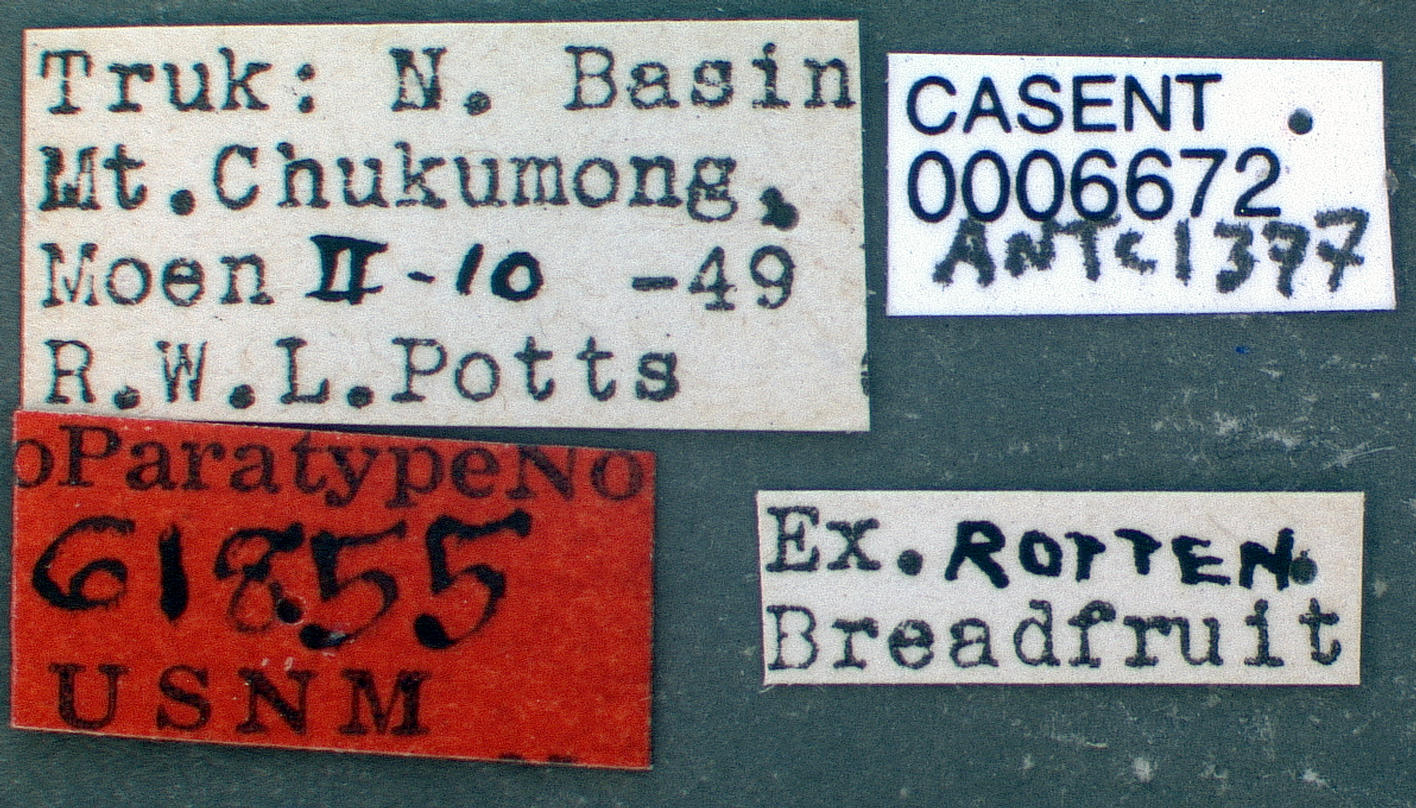
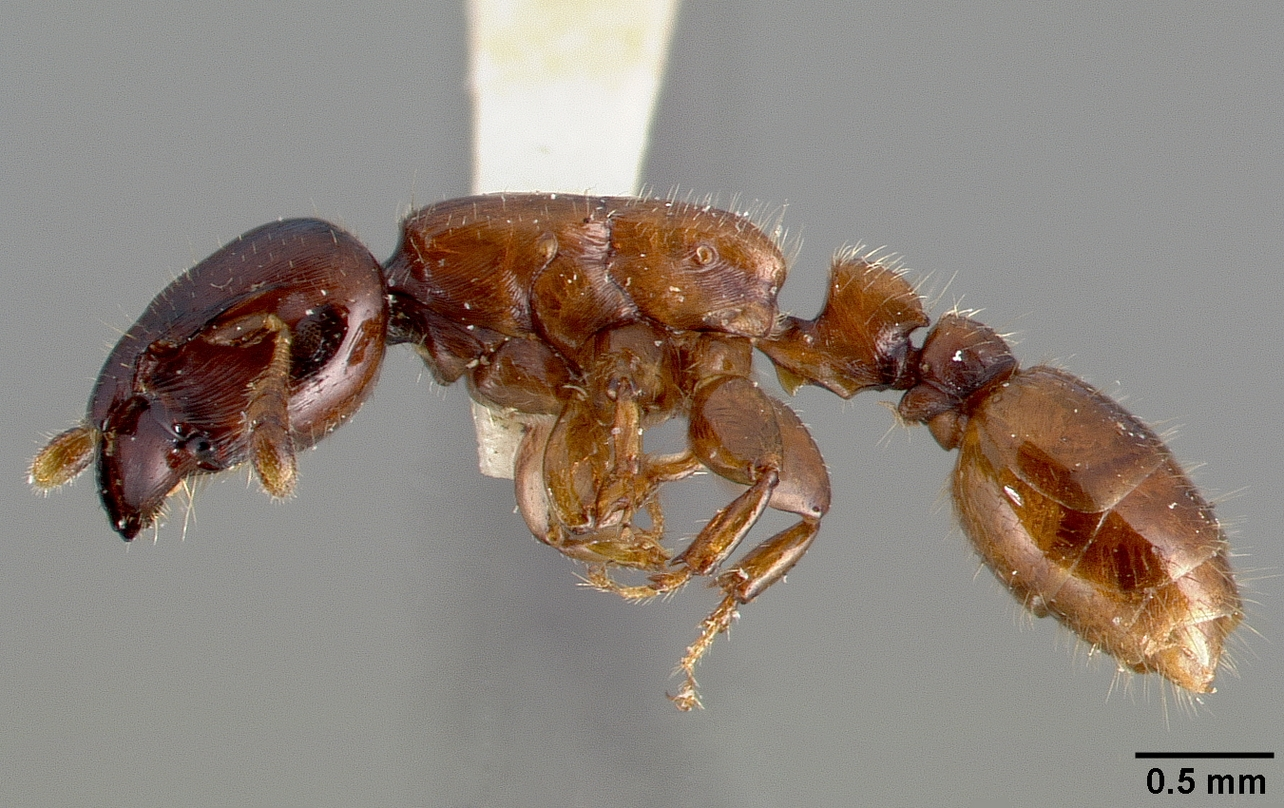